# Eudorylaimus cateri
Eudorylaimus cateri är en rundmaskart som först beskrevs av Bastian 1865.  Eudorylaimus cateri ingår i släktet Eudorylaimus och familjen Dorylaimidae. Inga underarter finns listade i Catalogue of Life.